# Mari Carmen Díaz de Mendoza
María Carmen Díaz de Mendoza Larrabeiti (Madrid, 1 de desembre de 1927- Madrid, 11 de març de 2018) va ser una actriu espanyola.

## Biografia
Filla dels actors Carlos Díaz de Mendoza i Carmen Larrabeiti, casats en 1926, neta de María Guerrero i Fernando Díaz de Mendoza i cosina de Fernando Fernán Gómez.
Encara que va realitzar alguna aparició en la pantalla gran, la seva carrera artística es va centrar en el teatre.
La seva carrera sobre els escenaris es remunta a la dècada de 1940. Incorporada a la companyia del Teatre María Guerrero, en 1944 interpretava Els endimoniats, de Dostoievski, al costat de Ricardo Calvo i un any després La herida del tiempo, amb Guillermo Marín i Elvira Noriega.
Pocs mesos després passa al Teatro Español i intervé en la representació de Hamlet, junt a Marín i Mercedes Prendes
En anys successius, intervé a Tres de madrugada (1946), de Claudio de la Torre, Cuento de cuentos (1947), de Joaquín Dicenta (fill), apareixent ja com a cap de cartell i creant la seva pròpia companyia estrena Víspera de bodas (1948), d'Eduardo Manzanos, amb Milagros Leal i Salvador Soler Marí.
Recull un gran triomf amb l'obra d'Antonio Buero Vallejo En la ardiente oscuridad, en 1950. Malgrat actuar en altres escenaris, en la primera meitat de la dècada de 1950 va arribar a ser la primera actriu del teatre amb el nom de la seva àvia, on protagonitza, entre altres María Antonieta (1952) i El jefe (1953), ambdues de Joaquín Calvo Sotelo, La Plaza de Berkeley (1952), de John L. Balderston i Recién llegada (1953), de Keith Winter
Passa després al Teatro de la Comedia, on comparteix escenari amb Albert Closas a ¿De acuerdo, Susana? (1955) i Mi adorado Juan (1956), de Miguel Mihura, amb Ismael Merlo a En cualquier Puerta del Sol (1956) de Carlos Llopis i amb Carlos Muñoz en 48 horas de felicidad (1956) d'Alfonso Paso. En 1957 va intervenir en el muntatge de La malquerida, que havia estrenat la seva àvia 45 anys abans.
De tornada al María Guerrero a finals de 1957, estrena El cuervo, d'Alfonso Sastre i en 1958, que va ser un any especialment prolífic, va encapçalar els repartiment d' Alta fidelidad, d'Edgar Neville, Tránsito de madrugada, de Santiago Moncada Las manos son inocentes, de José López Rubio, La casa de té de la luna de agosto (1958), de John Patrick i Vida moderna, d'Álvaro de Laiglesia. Totes elles formant parella artística smb Ángel Picazo. Un any després, després d'interpretar la versió teatral de La vida en un hilo, d'Edgar Neville, es va retirar dels escenaris.
Casada amb el catedràtic de Dret Civil José Beltrán de Heredia, va enviduar en 1992. Va morir a Madrid l'11 de març de 2018.

## Premis
Medalles del Cercle d'Escriptors Cinematogràfics
| Any  | Categoria                | Pel·lícula | Resultat   |
| ---- | ------------------------ | ---------- | ---------- |
| 1957 | Millor actriu secundària | Madrugada  | Guanyadora |